# ژروم سیمون
ژروم سیمون (فرانسوی: Jérôme Simon‎؛ زادهٔ ۵ دسامبر ۱۹۶۰) دوچرخه‌سوار اهل فرانسه است.